# 284 Amalia
284 Amalia је астероид главног астероидног појаса. Приближан пречник астероида је 52,95 km,
а средња удаљеност астероида од Сунца износи 2,357 астрономских јединица (АЈ).
Инклинација (нагиб) орбите у односу на раван еклиптике је 8,063 степени, а орбитални период износи 1322,208 дана (3,620 године). Ексцентрицитет орбите астероида износи 0,223.
Апсолутна магнитуда астероида износи 10,05 а геометријски албедо 0,060.
Астероид је откривен 29. маја 1889. године.